# Weg der Schweiz
Weg der Schweiz ist der Name der Wanderroute 99 (eine von 65 regionalen Routen) entlang des Urnersees (südlicher Teil des Vierwaldstättersees). Der Weg wurde 1991 zur 700-Jahr-Feier der Schweiz angelegt. Der Weg beginnt am Rütli und endet in Brunnen, ist 35 km  (drei Etappen) lang und wurde von sämtlichen Schweizer Kantonen gestaltet. Jedem der Kantone wurde ein durch Grenzsteine markierter Wegabschnitt anvertraut, wobei sich dessen Länge nach der Anzahl seiner Einwohner mit 5 Millimetern pro Person richtete. In der genannten Reihenfolge beginnt der Weg mit den Schweizer Urkantonen Uri, Schwyz und Unterwalden und endet mit dem erst 1979 gegründeten Kanton Jura, womit die Reihenfolge durch den formalen Beitritt in die Eidgenossenschaft festgelegt ist. Er endete in Brunnen anfangs auf dem «Platz der Auslandschweizer», führt heute jedoch zum Bahnhof.
Zusammen mit dem Waldstätterweg (Wanderroute 98 von der Schiffsanlegestelle und dem nahen Platz der Auslandschweizer in Brunnen über Luzern zum Rütli, 115 Kilometer in sieben Etappen) ergibt sich eine Komplettumrundung des Vierwaldstättersees (insgesamt 150 Kilometer auf zehn Etappen einschliesslich Stichstrecke von und zum Rütli).

## Verlauf
Der Weg ist in beiden Richtungen begehbar, die gesamte Wanderzeit beträgt gut elf Stunden. Der Weg ist gut ausgebaut und an kritischen Stellen mit Geländern und Netzen und Tunnels vor Steinschlag gesichert. Bei Trockenwetter ist der Weg problemlos mit Turnschuhen zu begehen, die Strecke Bauen–Flüelen ist sogar rollstuhl- bzw. kinderwagengängig (Bauen–Seedorf häufig Hartbelag). Bei Schnee oder Regen sind aber zumindest auf der Strecke Flüelen-Sisikon Trekkingschuhe wegen der kiesigen Steilstrecken zu empfehlen. Alle Etappenorte sind mit Bahn oder Schiff erreichbar, und an allen Etappenorten ausser der Tellskapelle gibt es Hotels zum Übernachten.

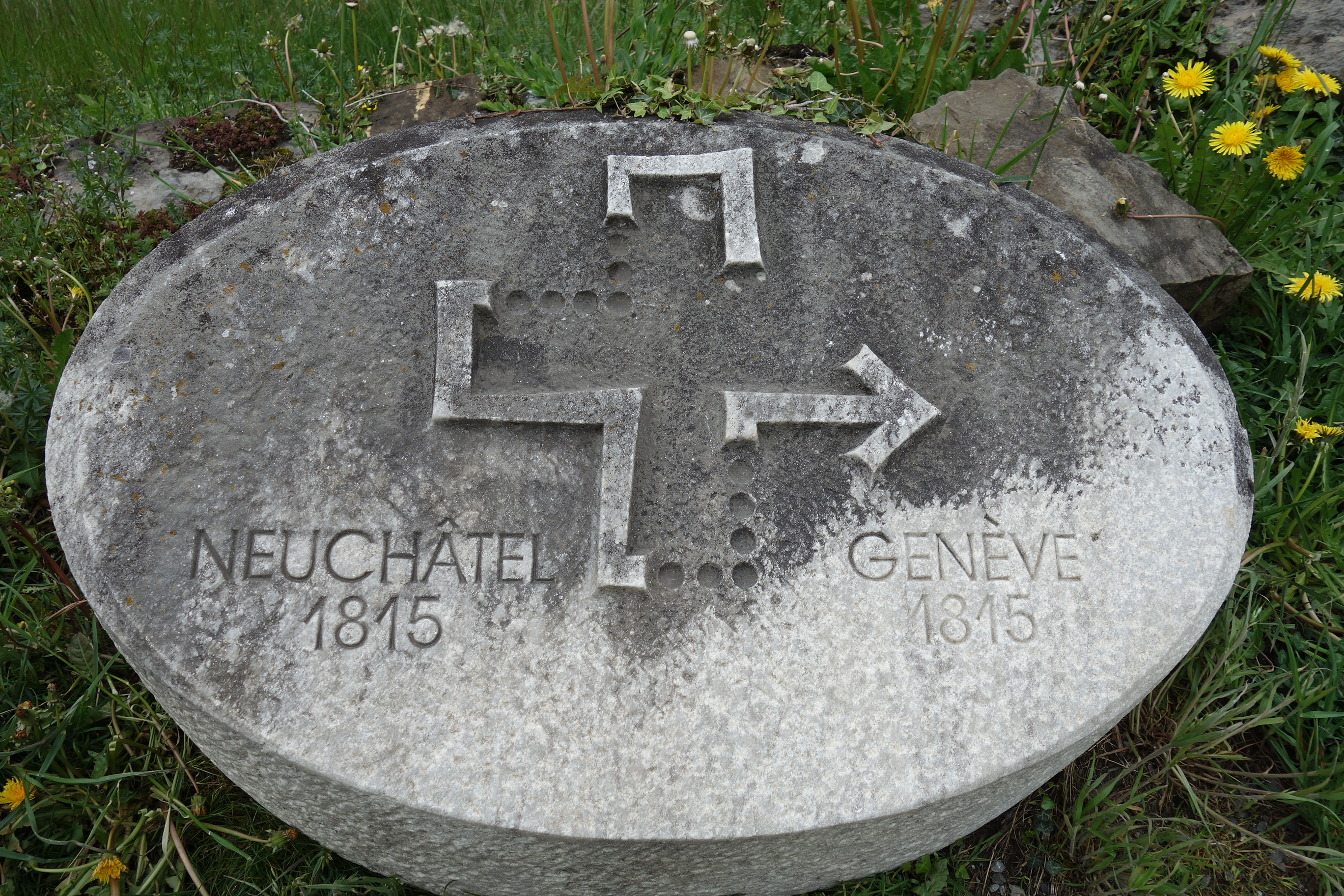
Teilstrecke Sisikon–Brunnen in Morschach, Kantone Neuenburg und Genf

Die Anfahrt zum Rütli (482 m ü. M.) erfolgt mit dem Schiff. Ein Kiesweg ohne Stufen führt ansteigend durch den Wald nach Seelisberg (801 m). Von dort geht es südwärts zur Aussicht bietenden Terrasse von Seelisberg, dann folgt ein steiler Abstieg auf einem alten Säumerweg mit 850 Stufen nach Bauen hinunter. Der Weg von Bauen über Isleten nach Flüelen führt direkt am Urnersee entlang und ist rollstuhlgängig. Von Flüelen zur Tellskapelle geht es im Prinzip dem Seeufer entlang, jedoch mit einigem Auf und Ab, um Felsen zu umgehen, und einem Auf- und Abstieg zur alten Axenstrasse mit Sicht senkrecht hinab zum See. Von der Tellskapelle aus wandert man auf dem Bundesrat-Hürlimann-Weg von 1983 entlang, mit einem weiteren Abstecher zur Axenstrasse hinauf beim sogenannten Urnerloch von Sisikon. Nach Sisikon erfolgt ein steiler Anstieg und dann ein ebener Weg auf der Terrasse von Morschach mit Blick auf das Rütli, die Rigi und den Vierwaldstättersee, dem ein sanfter Abstieg nach Brunnen folgt.

## Teilstrecken
- Rütli–Seelisberg (bis Chilendorf; Wegverzweigung) [99.1]
  - Rütli (Schiff)–Seelisberg (Standseilbahn): 60 Minuten, 350 m Höhenunterschied
- Seelisberg–Flüelen [99.2], Einmündung Trans Swiss Trail [2.20]
  - Seelisberg–Bauen (Schiff): 130 Minuten, 350 m Höhenunterschied
  - Bauen–Isleten (Schiff): 40 Minuten
  - Isleten–Flüelen (Schiff, Bahn): 120 Minuten
- Flüelen–Brunnen [99.3], Querung Via Gottardo [7.7]
  - Flüelen–Tellskapelle (Schiff): 100 Minuten, Höhendifferenz 75 m
  - Tellskapelle–Sisikon (Schiff, Bahn): 45 Minuten, Höhendifferenz 75 m
  - Sisikon–Brunnen (Schiff, Bahn): 170 Minuten, 390 m Höhenunterschied

## Nachweis
1. ↑  Alle regionalen Routen bei SchweizMobil.